# Arhopalus syriacus
Arhopalus syriacus är en skalbaggsart som först beskrevs av Edmund Reitter 1895.  Arhopalus syriacus ingår i släktet Arhopalus och familjen långhorningar.
Artens utbredningsområde är:
- Corsica.
- Frankrike.
- Israel.
- Portugal.

Inga underarter finns listade.